# Sumurgayam
Sumurgayam is een bestuurslaag in het regentschap Lamongan van de provincie Oost-Java, Indonesië. Sumurgayam telt 2583 inwoners (volkstelling 2010).